# Ивановские (Кировская область)
Ивановские — деревня в Кикнурском районе Кировской области.

## География
Находится на расстоянии примерно 21 км по прямой на запад-северо-запад от райцентра поселка  Кикнур.

## История
Известна с 1873 года как починок Ивановской, в котором отмечено дворов 6 и жителей 68, в 1905 33 и 216, в 1926 (уже деревня Ивановские) 38 и 176, в 1950 39 и 116. В 1989 году проживал 331 человек . До января 2020 года входила в Кикнурское сельское поселение до его упразднения.

## Население
Постоянное население  составляло 194 человека (русские 90%) в 2002 году, 121 в 2010.